# نورمان لويس (معجمي)
نورمان لويس (بالإنجليزية: Norman Lewis)‏ هو معجمي أمريكي، ولد في 30 ديسمبر 1912 في بروكلين في الولايات المتحدة، وتوفي في 8 سبتمبر 2006 في ويتير في الولايات المتحدة.